# Episodi di Un medico tra gli orsi (quinta stagione)
Questa voce contiene riassunti, dettagli e crediti dei registi e degli sceneggiatori della quinta stagione della serie televisiva Un medico tra gli orsi. Negli Stati Uniti è stata trasmessa per la prima volta il 20 settembre 1993 e si è conclusa il 23 maggio 1994. In Italia è andata in onda per la prima volta su Rai 2 dall'11 settembre al 12 ottobre 1995 alle ore 17.25.
| nº | Titolo originale                  | Titolo italiano                                 | Prima TV USA      | Prima TV Italia   |
| -- | --------------------------------- | ----------------------------------------------- | ----------------- | ----------------- |
| 1  | Three Doctors                     | Tre dottori                                     | 20 settembre 1993 | 11 settembre 1995 |
| 2  | The Mystery of the Old Curio Shop | I misteri di Cicely                             | 27 settembre 1993 | 12 settembre 1995 |
| 3  | Jaws of Life                      | Alter ego                                       | 4 ottobre 1993    | 13 settembre 1995 |
| 4  | Altered Egos                      | Crisi di identità                               | 11 ottobre 1993   | 14 settembre 1995 |
| 5  | A River Doesn't Run Through It    | Il fiume non scorre più qui                     | 25 ottobre 1993   | 15 settembre 1995 |
| 6  | Birds of a Feather                | Il silenzio dell'aquila e il ruggito del salame | 1º novembre 1993  | 18 settembre 1995 |
| 7  | Rosebud                           | Rosabella                                       | 8 novembre 1993   | 19 settembre 1995 |
| 8  | Heal Thyself                      | Fai da te                                       | 15 novembre 1993  | 20 settembre 1995 |
| 9  | A Cup of Joe                      | Volere volare                                   | 22 novembre 1993  | 21 settembre 1995 |
| 10 | First Snow                        | La prima neve                                   | 13 dicembre 1993  | 22 settembre 1995 |
| 11 | Baby Blues                        | Dolce attesa                                    | 3 gennaio 1994    | 25 settembre 1995 |
| 12 | Mr. Sandman                       | I sogni degli altri                             | 10 gennaio 1994   | 26 settembre 1995 |
| 13 | Mite Makes Right                  | La rivincita degli acari                        | 17 gennaio 1994   | 27 settembre 1995 |
| 14 | A Bolt From the Blue              | Messaggi dal cielo                              | 24 gennaio 1994   | 28 settembre 1995 |
| 15 | Hello, I Love You                 | La cicogna al 63º parallelo                     | 31 gennaio 1994   | 29 settembre 1995 |
| 16 | Northern Hospitality              | Dovere di ospitalità                            | 28 febbraio 1994  | 2 ottobre 1995    |
| 17 | Una Volta in L'Inverno            | Una volta in inverno                            | 7 marzo 1994      | 3 ottobre 1995    |
| 18 | Fish Story                        | Pesci, quadri e moto                            | 14 marzo 1994     | 4 ottobre 1995    |
| 19 | The Gift of the Maggie            | Per un amico in più                             | 28 marzo 1994     | 5 ottobre 1995    |
| 20 | A Wing and a Prayer               | Un volo e una preghiera                         | 11 aprile 1994    | 6 ottobre 1995    |
| 21 | I Feel the Earth Move             | Turbolenze in arrivo                            | 2 maggio 1994     | 9 ottobre 1995    |
| 22 | Grand Prix                        | Grand Prix                                      | 9 maggio 1994     | 10 ottobre 1995   |
| 23 | Blood Ties                        | Buon sangue non mente                           | 16 maggio 1994    | 11 ottobre 1995   |
| 24 | Lovers and Madmen                 | Amanti e matti                                  | 23 maggio 1994    | 12 ottobre 1995   |

## Tre dottori
- Scritto da Diane Frolov e Andrew Schneider
- Diretto da Dan Attias

Joel si ammala. Presenta segni e sintomi conosciuti dalla popolazione locale come "febbre dei ghiacci", ma Joel, non conoscendo questa forma, rifiuta l'aiuto degli amici, fino a che la paura per l'ingravescenza della sua situazione lo fa desistere.
Ed si risveglia, dopo essersi addormentato nel proprio letto di casa, in posti strani, come la cima di un albero e il tetto del The Brick. Leonard (Graham Greene) gli rivela che probabilmente è "la chiamata": Ed è stato chiamato dal mondo spirituale per diventare sciamano. Dopo un iniziale sbigottimento e rifiuto, Ed timidamente accetta questa sua nuova vocazione.
Nella quarta serie Shelly era rimasta incinta ed era stata colpita da un'insolita sindrome: ogni cosa che ha da dire la canta. In questo episodio, alla diciottesima settimana di gravidanza le capita di smettere tutto d'un tratto. La sua voce, intonata e armoniosa, torna ad essere come era sempre stata, stonata e gracchiante. Leonard le rivela che in realtà, cantando, nascondeva le sue paure sul bambino che porta in grembo. L'aver smesso, invece, conferma una raggiunta serenità.

### Colonna sonora
- I Wished on the Moon - Billie Holiday
- Heart is Right - Carlene Carter
- Country Swing - Alan Ett
- Sweetheart - A. Paul Ortega and JoAnne Shenendoah

### Citazioni
- L'episodio ricorda il primo della quarta serie, dove è Maggie a stare male.
- Ed cita Risvegli, Il mattino dopo, La donna dai tre volti.
- Chris menziona come abitante di Cicely tale Tony Johnson, in realtà scrittore morto di AIDS che a 15 anni scrisse A rock and a hard place (1993).

## I misteri di Cicely
- Scritto da Rogers Turrentine
- Diretto da Michael Fresco

Maurice scopre d'essere avanti con gli anni quando incontra un suo commilitone visibilmente "vecchio". Si abbatte talmente tanto che gli capita addirittura di avere un attacco di cuore. Joel e Holling si danno da fare per organizzargli un ricovero in ospedale, ma all'ultimo minuto Maurice si rifiuta, riconoscendo di essere sì anagraficamente avanti, ma con lo spirito ancora giovane.
Maggie, cercando un regalo per l'imminente matrimonio del padre con Jennifer Elgin, una compositrice, scopre un negozio che non aveva mai notato a Cicely e si incuriosisce talmente che immagina sia stato il teatro di un misfatto. Per scoprire "la verità", si causa un trauma oculare. Grazie a questo evento e alla pragmaticità di Joel, Maggie capisce di aver esagerato e torna coi piedi per terra.
Joel scopre per puro caso che alcune parole in lingua tlingit assomigliano a parole yiddish col medesimo significato. Incuriosito, inizia una ricerca e scopre che nel XVIII secolo un tale Paul Berman, ebreo francese, visse tra questa tribù indiana e la influenzò in tal modo da far sì che alcune espressioni yiddish entrassero nel lessico tlingit. La sua stessa figura entrò a far parte della mitologia tlingit, dove Berman divenne bear man, l'uomo orso.

### Colonna sonora
- Terrible Thing - Booker T. and the MGs
- Riding the Gravy Train - Jo Stafford
- In the Shake of the Palms
- The Future is Important to Her
- Wiener Wein
- Mo Onions - Booker T and the MGs
- D.W. Suite - Lindsey Buckingham

### Citazioni
- Il padrino
- Nella giungla di cemento
- In fuga a quattro zampe

## Alter ego
- Scritto da Robin Green e Mitch Burges
- Diretto da Jim Charleston

Tutta Cicely è scossa dall'arrivo in paese di un dentista itinerante, il dottor John Summer (Jay Sanders).
Il Museo delle Cere di Madame Tussauds propone a Minnifield di porre il ritratto dell'astronauta tra le proprie attrazioni. Inizialmente felice di partecipare, quando la statua viene terminata e lasciata a casa Minnifield in attesa del viaggio verso destinazione, Maurice percepisce un ingravescente disagio, che si trasforma in irritazione e poi in paura. Quando il museo via lettera gli comunica un cambio di programma, che esclude l'astronauta dalla rosa dei personaggi famosi, Maurice, con un misto di rabbia e di sollievo, getta il suo ritratto di cera in una discarica.
Chris scopre che il motivo per cui tutti gli Stevens muoiono a 40 anni è l'ipertensione non curata. Traumatizzato dalla rivelazione di avere davanti a sé, grazie alle medicine del dottor Fleischman, almeno altri quarant'anni, scoppia la crisi. Si rende conto inoltre di non aver mai pagato le tasse né le multe proprio per questo motivo, e di essere quindi in guai seri.

### Colonna sonora
- They Can't Take That Away From Me - Gershwin

## Crisi di identità
- Scritto da Jeff Melvoi
- Diretto da John Coles

Anne McGrath (Lisa Darr) è attualmente la ragazza del fratello di Chris, Bernard (Richard Cummings jr). La donna si ricorda però di aver fatto coppia per sei mesi proprio con Chris, durante la sua famosa crisi di mezza età, l'anno dei ventidue anni del quale Chris non ricorda assolutamente nulla. Anne racconta che stava tenendo una conferenza sul decostruzionismo femminista quando Chris entrò in scena con la sua Harley e la portò via. La riprova della loro unione è un tatuaggio di Chris, un dardo infuocato. Inizialmente geloso, Chris si accorge però che non è realmente interessato ad Anne.
Joel scopre terrorizzato che sta pian piano perdendo la sua natura newyorkese, adattandosi allo stile di vita del freddo nord.
Marilyn rifiuta una relazione amorosa con l'elettricista Ted Banks (Tim Sampson), un nativo, perché frugando nella sua cartella clinica scopre che nel 1985 ha avuto un problema di impotenza. Viene scoperta da un esterrefatto Joel.

### Colonna sonora
- Old Friend - Laurie Lewis
- Hot Soup Stomp
- Non Je Ne Regrette Rien - Édith Piaf

### Citazioni
- Il sosia di Dostoevskij
- Il padrino
- Quel pomeriggio di un giorno da cani
- Serpico
- Taxi Driver

## Il fiume non scorre più qui
- Scritto da Jeff Melvoi
- Diretto da Nick Marck

Per la festa di fine anno della Cicely High School gli studenti più anziani chiedono a Maggie di fare la reginetta, poiché sono troppo pochi (solo tre maschi e due femmine). Maggie, dopo un iniziale tentennamento, accetta, essendo comunque lusingata di avere fan così giovani. In realtà scopre proprio durante la festa che non solo questi studenti, ma forse tutta Cicely la considera una donna bella ma sola, tant'è che il re della serata, il capo dei Cicely Marmots Kevin (Jack Black), una ragazza ce l'ha, e non ha alcuna intenzione di flirtare con la reginetta Maggie.
Maurice è disturbato dal fatto che tra i cinque uomini più ricchi d'Alaska oltre a lui vi è un indiano, tale Lester Hanes (Apesanahkwat). Cerca di circuirlo tentando di acquistare un lotto di terreno nodale, ma l'essere convinto di trovarsi di fronte a una persona di razza inferiore lo fa agire sventatamente e perde così un lucroso affare. Maurice non può far altro che riconoscere il valore di Lester.
L'agente fiscale Amy Patterson (Anne DeSalvo) tenta di gestire la contabilità di Ruth-Anne, che fa acqua da tutte le parti, venendo alla conclusione che Ruth-Anne deve allo stato più di 4.000 dollari. Nel frattempo Ruth-Anne sostiene la signora Patterson che proprio durante il suo soggiorno a Cicely scopre che il marito la sta tradendo con la propria terapeuta.

### Colonna sonora
- Do You Wanna Touch - Joan Jett
- English Tea Rooms - Victoriana
- Mozart Flute Quartet
- Surfer Girl - Beach Boys
- Now You're Gone - Sea of Black
- Swing Nostalgia

## Il silenzio dell'aquila e il ruggito del salame
(Marilyn)
- Scritto da Robin Green e Mitchell Burges
- Diretto da Mark Horowit

I genitori di Joel lo raggiungono a Cicely e subito si individua il carattere dei due personaggi: la madre troppo ciarlera e il padre troppo silenzioso. Joel si trova subito in difficoltà tanto da chiedere a Maggie, che li ha accompagnati col suo aereo, di cenare con loro la sera.
Durante questo soggiorno Marilyn aiuta la madre di Joel, Nadine (Joanna Merlin), a ritrovare se stessa. Joel dal canto suo litiga fino allo scontro fisico con suo padre Herb (David Margulies): Herb è il tipo di padre che ritiene di sapere e saper fare tutto, arrivando anche a dare consigli medici ai pazienti di Joel. Si scopre in questa puntata che Joel ha una sorella. Tutto quello che di lei si sa è che ha distrutto la Ford di famiglia dopo aver bevuto troppa birra.
La madre di Shelly spedisce altri regali per il/la futuro/a bambino/a, tra cui un piccolo guantone di baseball. È così che si scopre che a Holling non piace alcun tipo di sport, soprattutto il baseball. La crisi tra i due futuri genitori trascende quando Holling litiga con gli avventori del proprio bar, arrivando a negar loro di guardare attraverso la sua TV alcuno sport. Questa sua presa di posizione "maschia" lo rende più attraente a Shelly. I clienti del bar, da parte loro, non si lasciano intimidire e iniziano a guardare programmi di cucina comportandosi come fossero davanti a un torneo di football: giudicando, commentando, individuando i falli.

### Colonna sonora
- El Cuchipe - Los Lobos
- Shame Shame Shame Shame - Mark Collie

### Citazioni
"Flatrock", la roccia sulla quale Marilyn porta Nadine e dalla quale questa cade, è quella della tomba di Ruth-Anne, sulla quale con Ed balla nella puntata Istinti primordiali (3.8), nonché dove Holling sotterra Jesse l'orso in Il bambino che è in tutti noi (3.20).

## Rosabella
- Scritto da Barbara Hall
- Diretto da Michael Fresco

Maurice decide di costruire in Cicely un hotel per accogliere i turisti che, a suo dire, in un futuro prossimo saranno numerosi. Per velocizzare i tempi dà ad Ed il compito di organizzare entro l'inverno un festival cinematografico, il "Cicely Film Festival", contando sulla sua profonda cultura nel settore e sulle sue numerose conoscenze a Hollywood. Ed però, rapito dall'entusiasmo, passa il tempo a riguardare pellicole di Orson Welles. Senza alcun scopo preciso, invita a Cicely il regista Peter Bogdanovich che lo fa cadere in profonda crisi: chi è davvero Ed, un regista o uno sciamano? Il ventiduenne non sa rispondere.
Chiede aiuto a Leonard. Questi è infatti tornato a Cicely per imparare dai bianchi leggende, miti, favole, che abbiano il ruolo di insegnamento morale, che siano capaci di cambiare la vita di tutti i giorni, partendo dal presupposto che la cultura dei bianchi sia in questo simile a quella degli indiani. Chris gli fa notare che ormai da più di due secoli il bianco non ha più il suo dio né una morale; grazie a Ed però Leonard scopre che le storie edificanti oggi l'uomo bianco le racconta attraverso i film.
Ruth-Anne arruola e forma pompieri volontari. Lo propone a Joel, che si rifiuta, ma ne è comunque affascinato e, alla fine, dopo l'ennesimo battibecco con Maggie, accetta.

### Colonna sonora
- Surf Riders of Waikiki
- Banjo Blues
- Nice and Warm - T. Benoit
- What Am I Here For - Duke Ellington
- One Morning in May - Mel Torme
- Time Flies - Sass Jordan
- Dachstein Angels - Wally Badarou

### Citazioni
- Le iene
- L'orgoglio degli Amberson
- Quarto potere

## Fai da te
- Scritto da Diane Frolov e Andrew Schneider
- Diretto da Michael Katleman

L'episodio sembra una diretta prosecuzione del precedente: Leonard decide di intervenire in maniera più determinante nel processo di formazione del novello sciamano Ed, portandolo con sé da una giovane paziente, Bonnie Norell (Kimberly Norris). Ed la guarisce e tra i due sboccia qualcosa di tenero. Ma l'inesperto sciamano crede che non sia etico che terapeuta e paziente escano insieme, e la rifiuta. Leonard gli fa capire che così facendo sta rifiutando se stesso: bisogna amare prima se stessi per poter aiutare gli altri.

In quest'occasione fa la sua prima comparsa il personaggio del Nano Verde (Phil Fondacaro), un essere del mondo spirituale che rappresenta la bassa stima di sé.
Shelly e Holling partecipano al corso preparto di Joel. Holling, non essendo abituato a sentir parlare liberamente del sesso femminile, sbotta a ridere più e più volte, nonché prende a far battute, nell'imbarazzo di tutti e soprattutto di Shelly che, in preda alla disperazione, lo sbatte fuori dal corso.
Maggie decide di comprarsi lavatrice e asciugatrice, poiché della lavanderia a pagamento di Maurice non è contenta. Scopre però che così facendo perde la lavanderia come momento e luogo di relax, socializzazione e condivisione con gli amici.

### Colonna sonora
- Lonesome and Hurting - Vern Cheecho
- Allen's Goodies - Koka
- Dusted - Belly Star

## Volere volare
- Scritto da Robin Green e Mitchell Burgess
- Diretto da Michael Lange

Ed trova il diario di Amos Robertson, un cacciatore di pelli che viveva nei dintorni di Cicely nel 1897 e inizia a leggerlo appassionatamente. In esso scopre che, all'epoca, i nonni di Ruth-Anne e Holling, rispettivamente Robert Hayes e Gustav de Vincouer, erano amici. Ma scopre anche che Rob, durante la famosa bufera del '97,  morì assiderato e venne mangiato da Amos e da Gustav, per resistere al freddo. Ed lo comunica ai due amici.
Maggie aiuta Chris ad ottenere il brevetto di volo. Chris si dimostra ottimo apprendista ma, al momento dell'esame scritto, non ce la fa. Maurice inizialmente aveva scommesso con Maggie contro di lui, ma vedendo l'attitudine dell'amico, si ricrede e si rincresce poi accoratamente del suo fallimento. In una scena quattro aerei militari volano sul camper di Chris e questi riconosce lo zampino di Maurice: non si comprende se sia realtà o fatto onirico. La scena comunque richiama Jesus Christ Superstar: nel film identifica la perdita del senno da parte di Giuda, qui invece Chris ritrova sicurezza e fiducia in se stesso.
A Joel viene rubato un salvadanaio nella sala d'aspetto. Marilyn l'aiuta a trovare il colpevole, che sembra essere Hayden Keyes (James Louis Dunn).
Shelly è interessata dal cannibalismo. In caso di necessità quale suo amico mangerebbe? Joel l'aiuta a scegliere, ma poi la scelta cade sullo stesso medico, che la ringrazia compiaciuto.

### Colonna sonora
- Smoke Rings - Les Paul and Mary Ford
- Bodas de Sangre - Pata Negra
- Layin' Back
- Fish House Road - Billy Kelly
- Wild Blue Yonder

### Citazioni
- Jesus Christ Superstar
- Alive - Sopravvissuti

## La prima neve
- Scritto da Diane Frolov e Andrew Schneider
- Diretto da Dan Attias

Aspettando la prima nevicata che apre il lungo inverno di Cicely, gli abitanti del paesino si preparano in vari modi, come per esempio accumulare calorie mangiando leccornie al The Brick. Maggie dal par suo ha deciso di rinnovare la sua casetta in modo da renderla vivace e comoda: compra anche una poltrona nuova e la fa provare ai suoi amici, ma l'unico a cui sembra "calzi" a dovere è Joel.
Holling è stato scelto per preparare le buche nel cimitero prima che si ghiacci il terreno, cosa che lo renderebbe inaccessibile. Stila quindi un elenco delle morti prossime "probabili", cosa che naturalmente impressiona Joel, l'ultimo arrivato. Tra l'altro Joel è alle prese con Nedra Larkin (Harriet Medin), un'anziana e simpatica signora che afferma di star per morire, mentre Joel, avendole fatto tutti gli esami necessari, non ne trova giustificazione. In effetti poi Nedra muore e Joel ne rimane scioccato, non solo per il fallimento dello scienziato, ma anche perché le era affezionato.
Maurice fa un regalo al futuro bambino di Shelly. Preso dai sentimenti, inizia a raccontarle delle due famose settimane che passarono insieme prima che lei si innamorasse di Holling, quando Shelly disse la fatidica frase "ti amo" a Maurice. Shelly nega di averlo mai detto e getta Maurice in una depressione profonda, poiché l'uomo crede che i propri ricordi siano fallaci, creati a mo' di reazione per l'abbandono da parte della ragazza. In realtà Shelly ha detto una bugia, fraintendendo le intenzioni di Maurice, che voleva solo ricordare i bei tempi andati e non tentare di insidiare la ragazza. Shelly però raramente dice bugie e quando lo fa si sente male: è sicura addirittura che le stia crescendo il naso come a Pinocchio. Svela così la verità a Maurice.

### Musica
- It's You I Love - Beausoleil
- Ph'ahana - Peter Moon Band
- Te Deum (Dvorak)
- Black Boots & Blue Jeans - Wylie & Wild West Show
- Spanish Nights - Earl Klugh

### Citazioni
- Pinocchio
- Velluto blu

## Dolce attesa
- Scritto da Barbara Hall
- Diretto da Jim Charleston

Eve (Valerie Mahaffey) e Maggie organizzano una festicciola per la futura mamma Shelly, che però è enormemente agitata, non riuscendo bene ad afferrare cosa sarà di lei durante e dopo il parto, e cosa sarà per lei diventare mamma. Scappa in mezzo al bosco e lì incontra uno strano consesso di donne importanti: Medea (Therese Tinling), la Regina Vittoria (Pamela Kosh), Olimpia d'Epiro (Jillian Armenante) e nientemeno che Madre Natura (Regina King). L'aiutano a superare la crisi.
Ed riceve a colazione l'impresario hollywoodiano Judd Bromell (Donal Logue), giunto a Cicely perché interessato alla sceneggiatura The Shaman di Ed. In realtà consiglia a Ed di riscrivere completamente il copione per farlo diventare un film d'azione. Questi timidamente accetta, ma caso vuole che Judd venga sbranato dai lupi, e lasci così la sua rubrica, con numerosi indirizzi di altri agenti hollywoodiani, a Ed. Che ringrazia.

### Colonna sonora
- Each Night at Nine - Floyd Tillman
- Stir It Up - Johnny Nash
- Dice Behind Your Shades - Paul Westerberg
- Club Mix
- Crescent City - Lucinda Williams
- Hymn to Her - Pretenders

## I sogni degli altri
- Scritto da Diane Frolov e Andrew Schneider
- Diretto da Michael Fresco

L'aurora boreale ha sempre degli effetti sulla popolazione meteopatica di Cicely. In questa puntata le persone si scambiano i sogni: di notte, cioè, hanno delle esperienze oniriche proprie di un altro cicelyano, e usano la KHBR di Chris del mattino per trovare il legittimo proprietario.
In particolare Ron (Doug Ballard) sogna i sogni di Maurice, che si dimostra quindi un feticista, eccitandosi nel guardare le scarpe di donna. Maurice trabocca d'ira nel capire che due omosessuali, due persone da lui considerate pervertite, abbiano scoperto che anche lui, a causa dei suoi desideri inespressi, possa essere considerato un pervertito, ma capisce anche che, essendo due persone serie, manterranno il segreto tra loro.
Holling, Maggie e Joel hanno un'esperienza più freudiana. Il proprietario del The Brick inizia ad avere avversione per il cibo, soprattutto il latte, il cui solo nome lo fa vomitare. Joel gli consiglia di andare a Cantwell da uno psichiatra, ma Holling vuole parlarne solo a Joel, che è un amico. Il dottore non sa nulla di psicologia, e si improvvisa, studiando all'uopo un po' di libri, ma, confesserà alla fine, è proprio la natura stessa della psicologia che non riesce a far propria, perché è una scienza che tratta di fatti estremamente privati, mentre nella medicina si ha più facilmente la capacità di estraniarsi dai sentimenti del malato. Gli viene in aiuto Maggie, che sogna non i sogni di Holling, ma la versione onirica di eventi dell'infanzia di questi. Sogna in particolare suo padre (Jean Jacques de Vincoeur impersonato da Clement von Franckenstein) che litiga con sua madre. Holling capisce che l'avversione del cibo, e soprattutto per il latte, è l'avversione per la madre, una madre in senso generale. Nel sogno di Maggie egli rivede dall'esterno l'odio, da lui vissuto da bambino, di suo padre per sua madre. E quindi l'attuale avversione verso il cibo è l'odio dei de Vincoeur per la famiglia, è l'odio di Holling per Shelly e per il bambino che porta in grembo. Trovata questa spiegazione, Holling riesce a tornare a mangiare, e ringrazia di cuore Joel, il quale, però, crede di non aver fatto nulla per meritarsi questo ringraziamento.

### Colonna sonora
- Luck Be a Lady (Guys and Dolls) - Frank Loesser
- Guitar Ray - Sylvester Weaver
- Won't You Let Me Go - Buckwheat Zydeco
- This Nearly Was Mine - Lindsey Buckingham
- I May Want a Man - JoAnne Shenandoah

## La rivincita degli acari
- Scritto da Diane Frolov e Andrew Schneider
- Diretto da Michael Vittes

Joel sceglie un momento poco adatto per provarci con Maggie. La pilota infatti, venendo a sapere di essere allergica agli acari, tenta di raggiungere un perfetto stato di sterilità, buttando i tappeti di casa, comprando una nuova aspirapolvere, nuovi cuscini, federe e quant'altro. Si lava più volte al giorno e, naturalmente, respinge le avances di Joel per la paura di prendersi dei germi.
Inconsapevolmente aiuta Chris, che si trova in crisi durante la produzione della sua ennesima opera artistica. Maggie gli dona infatti un nuovo punto di osservazione dell'universo: la modella nuda non è più solo bella, feconda e attraente, ma è anche invisibilmente sporca, di una bellezza infangata. Da questo confronto Maggie viene risollevata, arrivando a dedurre che tutti noi, compresi gli acari, siamo parte di un unico ecosistema, che funziona benissimo ed è bellissimo così com'è: sporco.
Maurice vuole comprare un violino Guarneri del Gesù del 1728, e per esser certo della bontà dello strumento, ingaggia un esperto violinista, il Maestro Calvin Ingraham (Simon Templeman). L'intento di Maurice è puramente economico: sapendo che il prezzo di tale violino non può far altro che salire, calcola che in qualche anno possa, rivendendolo, guadagnare circa il 36%. Per tal motivo chiude il violino in cassaforte. Il musicista rimane subito estasiato dallo strumento, lo suona senza riuscire a staccarsi da lui. Calvin sostiene che un tale strumento, per esser mantenuto vivo, debba essere suonato, ma Maurice non sente ragioni. Il Maestro però desidera in tal modo il Guarneri che insidia l'astronauta per giorni fino a che, visibilmente fuori di sé, non decide (su ingenuo consiglio di Ed) di attentare alla vita dell'affarista. Per fortuna fallisce. È in questa occasione che ricompare in scena il sergente Barbara Semanski (Diane Delano), vecchia fiamma di Maurice. Il Maestro Ingraham viene preso e sottoposto ad esame psichiatrico, che risulterà positivo. Rendendosi conto che si era trattato di un delitto passionale, pur nella sua particolarità, Maurice si sente costretto, suo malgrado, a concedere periodicamente a Calvin la possibilità di esprimersi in tutta la sua bravura col Guarneri del Gesù.

### Guest stars
- Acaro - Jack Kehler
- Modella - Angelique von Halle, presente anche in 6.19
- Poliziotto - Michael Lerner, presente anche in 6.5 e 6.6

### Colonna sonora
- Sunny Island Blues
- Un Mariage Casse - Basin Brothers
- All the Way - Lee Morgan

### Citazioni
- Il tormento e l'estasi
- Il cantante di jazz

## Messaggi dal cielo
(Marilyn)
- Scritto da Jeff Melvoin
- Diretto da Michael Lange

Maurice deve organizzare il First Annual President's Day Fireworks Gala, la ricorrenza del compleanno di George Washington, primo presidente degli Stati Uniti. Ha chiamato per l'occasione i D'Angelo, a suo dire i più grandi esperti di pirotecnie. Ma Adam (Adam Arkin), tornato a Cicely all'insaputa di tutti, è contrario ai D'Angelo, e li fa fuggire sabotando il loro lavoro. Adam adduce motivazioni poco probabili agli occhi di tutti, descrivendo complotti intricati, nei quali i D'Angelo sarebbero dei trafficanti di armi che furono attivi nella Mosquito Coast nel 1986. I danni perpetrati da Adam vengono però da lui ripagati soddisfacentemente dallo spettacolo pirotecnico che organizza all'uopo per la festa.
Il ranger Stan Burns, (impersonato da John Procaccino in 1.8, ma qui da Jimmie Ray Weeks) abituato da più di 15 anni a lavorare tutto il giorno da solo su una torre a guardia della foresta, a scovare il minimo incendio, non se la sente di abbandonare il posto per, come comunicatogli dal suo capo, andare a lavorare a New York all'Hamilton Grange National Memorial. Principalmente, spiega a Joel che viene a lui mandato dall'agente Barbara, perché sa di non piacere alle persone. Joel riesce a far uscire Stan e portarlo a Cicely, dove in effetti si dimostra un timido ma insopportabile logorroico. Anche in questa occasione Joel interviene, tentando di insegnare al nuovo amico come si gestisce una discussione a due.
Ed viene colpito da un fulmine, ma sopravvive. Questo fatto straordinario lo fa riflettere circa la possibilità di una "chiamata" speciale, o di nuovi poteri acquisiti, ma nulla di tutto ciò avviene.

### Guest stars
- Carmine D'Angelo - George Catalano
- Salvatore D'Angelo - John La Motta

### Colonna sonora
- Au We
- English Tea Rooms
- This is Our Night - Julee Cruise
- Rock and Roll Part 2 - Gary Glitter

## La cicogna al 63º parallelo
- Scritto da Robin Green e Mitchell Burgess
- Diretto da Michael Fresco

Cicely ottiene finalmente il suo 844º abitante. Prima dell'arrivo di Miranda, la figlia di Shelly e Holling, la neomamma vive delle esperienze oniriche in lavanderia, dove incontra la sua futura figlia durante tre fasi della vita distinte.
Il processo di avvicinamento affettivo tra Joel e Maggie prosegue, sebbene con qualche difficoltà: si accorgono entrambi, infatti, che il loro rapporto si basa sempre sul conflitto, sul fare a gara, sul mostrare di essere migliori l'uno dell'altro.
Ruth-Anne e Walt devono sbrigare una commissione a Cantwell, ma il loro furgone va in panne e passano due notti insieme. È l'occasione per Walt di dichiararsi.

### Guest stars
- Miranda a sette anni - Kaley Cuoco
- Miranda a dodici anni - Lindsey Parker
- Miranda a diciott'anni - Maureen Flannigan
- Mick, che fa bollire la pasta nell'acqua da utilizzare per il parto - Colton D. Jones

### Colonna sonora
- You're Cheatin Again - Cat Blues
- Pussycat
- Kick It Up - John Michael Montgomery
- Bad Guy Reaction - Rezillos

## Dovere di ospitalità
- Scritto da Barbara Hall e Jordan Budde
- Diretto da Oz Scott

A cena a casa di Adam, Joel viene schernito da questi. Chiede a Maggie il motivo, che consiste nel fatto che Joel accetta sempre e volentieri l'ospitalità dei suoi amici, ma non contraccambia mai. Irritato, decide allora di organizzare una cena per 16 persone, ma risulta un fallimento: ha solo due bottiglie di vino, la birra se la fa portare da Ed, Maggie deve portare le sedie e i piatti, si dimentica di cucinare gli asparagi e offre funghi andati a male.
Chris, una mattina, passa alla radio una canzone a lui molto cara, Pencil Neck Geek, di Freddie Blassie. Purtroppo un ascoltatore, trasportato dalla malinconia di questa canzone, si suicida, e lascia un biglietto dove dà la colpa a Chris. Il nostro se ne risente a tal punto che la qualità delle sue trasmissione peggiora notevolmente, tanto che viene indetta una riunione cittadina per fare il punto della situazione. Non si ottiene molto fino a che non interviene Marilyn: "Non la radio ha ucciso Edgar Hankins" dice "ma Edgar Hankins ha ucciso la radio".
Mentre Shelly elogia il sistema sanitario canadese, si scopre che Holling molto tempo addietro abbandonò la cittadinanza canadese per quella statunitense. Shelly, che è dello Saskatchewan, se ne risente, e decide di andare con Randi a respirare un po' di aria canadese.

### Guest stars
- Walt - Moultrie Patten
- Edna Hancock, il sindaco - Rita Taggart
- Iris, l'amica canadese di Shelly - Ocean Hellman
- Frontaliere - Bruce Baum
- Professore Howard Mink - Burke Pearson
- Commessa canadese - Susan Conners

### Colonna sonora
- Pencil Neck Geek - Freddie Blassie
- The Rain, the Park and Other Things - The Cowsills
- Red Rubber Ball - The Cyrkle
- 26 Miles Across the Sea - The Four Preps
- O Marie - Daniel Lanois
- This Land is Your Land (versione mista canadese-statunitense) - Woody Guthrie
- Hey Joe - Jimi Hendrix

## Una volta in inverno
- Scritto da Jeff Melvoin
- diretto da Michael Vittes

È inverno pieno in Cicely: il giorno dura neanche tre ore. Joel, per arginare la depressione che colpisce in molti in questo periodo, consiglia a tutti l'utilizzo di occhiali visori, cioè con una luce incorporata. Walt ne abusa, accusando un atteggiamento opposto, simil-maniacale.
Il dottore deve recarsi a Juneau per l'annuale convegno medico, ma una tempesta di neve costringe Joel e Maggie a rifugiarsi nel gabbiotto dell'aeroporto di Cicely. Joel è furibondo, ma Maggie trova il modo di addolcirlo. Sul più bello arriva Ed, che ingenuamente si era messo sulle loro tracce per aiutarli: sta di fatto che rimangono imprigionati tutti e tre nel locale.
Ruth-Anne si è messa in testa di imparare l'italiano per leggere tutta la Divina Commedia in originale, ma l'impresa è ardua. Scopre così per caso che Shelly sa parlare molto bene la lingua, ma considera Dante estremamente noioso. Inizialmente Ruth-Anne ha un'avversione per la ragazza, ma poi si fa da lei aiutare.
La sindaco Edna ha un piccolo problema con una mandria di caribù.

### Guest stars
- Dr. Geist - Piper Henry
- Doctor - Pamela Inveen
- Dr. Hessburg - Karen Johnson-Miller
- Dr. Howard - Diedre Kilgore
- Hostess - Cindy Lu
- Automobilista incidentato - Harry Pringle
- Hank, l'aiutante della sindaco - Chris Stephenson
- Owen, il terzo a casa di Walt - George Barril

### Colonna sonora
- King Porter Stomp - Gene Krupa
- Heart on a Sleeve - Tom Russell
- Gualtier Maldè!... nome di lui sì amato da Rigoletto - Giuseppe Verdi

### Citazioni
- Amadeus - film sulla vita di Wolfgang Amadeus Mozart
- Gianni Schicchi
- Ci pensa Beaver - serial televisivo americano che in patria ha fatto storia.

## Pesci, quadri e moto
- Scritto da Jeff Melvoin
- Diretto da Bill D'Elia

Maggie e Joel si sentono sempre più intimi. Ma Joel si irrigidisce quando Maggie gli propone di organizzare un seder pasquale: inconsciamente non vuole legarsi con Maggie.

Il giorno dopo passa la mattina a pescare con Ed e Chris e ha la fortuna di far abboccare nientemeno che Gunaakadeit, "Goony" per gli amici, uno storione preistorico lungo 15 piedi e pesante mille libbre, che si dice abiti le acque dell'East Loon lake, il lago vicino Cicely. Il primo avvistamento fu nel 1931, ma nel 1973 un team dell'Università dello Stato di Washington fece degli studi nel lago senza trovare nulla. Walt mostra felice una cicatrice sul dito causata dalla lenza quando, nel luglio del '68 ebbe una breve tenzone con Goony. Ora tutta Cicely è fremente, nell'attesa che Joel riesca a portare a riva il pesciolone. Si fa sera e il nostro è ancora in attesa, ormai da solo. Inizia quindi un momento onirico nel quale il rabbino newyorkese Schulman (Jerry Adler) appare a Joel e lo guida nel ventre della bestia, come Giona o Pinocchio.

Joel capisce che non può andare avanti a seminare odio in Cicely, mentre tutti continuano a dimostrargli affetto, in particolare Maggie. Organizzerà quindi il seder pasquale, con tutti i suoi amici.
Ruth-Anne è stanca di lavorare e perde definitivamente il controllo in un momento di piena nel suo mercatino. Butta fuori tutti, chiude il negozio e ruba l'Harley di Chris, una FLH 1200. Si dirige verso Cantwell, dove incontra una banda di harleisti convinti, i Diablos. Passa una notte con loro a fare scorribande, prende un gelato a Ravensdale, Washington, per poi tornare risollevata a Cicely.
Holling si dedica all'arte, dipingendo qualche quadro, e ci riesce bene. Ma viene schernito da Maurice. Chiede aiuto a Chris, che però gli alambicca il cervello con le sue metafore. Holling non si perde d'animo e continua a dipingere per Shelly e Randi, le uniche che accettano i suoi lavori per quello che sono.

### Guest stars
- Turk Tortelli, il capo dei Diablos - Stephen McHattie
- Tiny, secondo Diablos - Mickey Jones che tra l'altro ha impersonato Tooley in 4.4
- Frog, terzo Diablos  - John Fleck
- Hayden Louis Keyes - James Louis Dunn anche in 5.16 al funerale di Edgar Hankins
- Owen - George Barril
- Doris, alla cassa di Ruth-Anne - Sharon Galloway
- Cliente al negozio - Marsha Stuekle Neal
- Cameriera - Amy Caton-Ford
- Commesso - Haynes Brook

### Citazioni
- Libro di Giobbe
- Pinocchio

## Per un amico in più
- Scritto da Robin Green e Mitchell Burgess
- Diretto da Pat McKee

Maurice si ritrova in stampelle, per un incidente non spiegato. A peggiorare le cose, si incendia casa sua, che tra l'altro aveva dei componenti in asbesto. Per tal motivo viene chiamata un'agenzia per la decontaminazione della casa e del territorio circostante. Anche la pregiata collezione di orchidee di Maurice subisce notevoli danni. Viene invitato da Holling a dormire da lui per un po'. Ma l'essere trattato da malato e indigente lo irrita a tal punto che litiga furiosamente con Holling. Troveranno il modo di fare pace quando Maurice distribuirà le sue orchidee agli abitanti di Cicely.
Joel diagnostica in una paziente la sindrome di Zollinger-Ellison, una malattia abbastanza rara. Joel è professionalmente eccitato, ma non trova nessuno con cui condividere quest'esperienza, né Maggie, con la quale ormai il rapporto è arrivato ad affettuosi momenti di quotidianità, né Ed, aspirante sciamano e quindi professionalmente il più vicino a Joel. Maggie, dispiaciuta, porta da Juneau a Cicely un medico militare affinché Joel abbia qualcuno con cui parlare. Il nostro è profondamente colpito, ma quando scopre che Maggie ha pagato il dott. Pete Melon (Hank Stratton) per questo aiuto, Joel va su tutte le furie.
Chris, durante una battuta di caccia, ha un'esperienza trascendentale con un cervo, che fa salvo.

### Guest stars
- Elaine, la donna con lo ZE - Kia Sian
- Owen, a casa di Elaine (marito?) - George Barril
- P.W. Stevens, capo del servizio di decontaminazione - Fred Applegate
- Comandante Pete Melon, M.D. - Hank Stratton
- Lilliane, riceve un'orchidea da Maurice - Carol Rave

### Colonna musicale
- Minuetto (Bach)
- On the Alamo - Benny Goodman
- Carlos
- Carninando Por La Calle - Gypsy Kings
- The Cowboy Waltz - Great Western Orchestra

## Un volo e una preghiera
- Scritto da Robin Green e Mitchell Burgess
- Diretto da Lorraine Ferrara

Ed scopre che Ruth-Anne e Walt hanno una relazione amorosa, e va a spettegolare in giro, ma si sente subito in colpa.
Maggie riceve a casa un ultraleggero da costruire, che ha acquistato con l'aiuto di Maurice. Naturalmente Maurice vuole aiutarla a costruirlo, avendo più esperienza, ma non fa altro che darle ordini, fino a che Maggie non sbotta e lo manda via. Dopo qualche difficoltà riuscirà comunque a terminare il suo lavoro, avere l'approvazione di un ingegnere esaminatore e fare il primo volo di test.
Arriva a Cicely il reverendo cattolico McKerry (Tom Mason), che Shelly ha chiamato per battezzare Miranda. Ha paura che Holling, che non è cattolico, le faccia fare brutta figura, ma al contrario padre McKerry e Holling fanno amicizia, fumano e bevono insieme e giocano a braccio di ferro. Il tutto sempre parlando di filosofia e religione. Shelly quindi rimane profondamente amareggiata dal comportamento di padre McKerry, che pensava moralmente integro. Ma il reverendo le fa capire che Dio ama tutti allo stesso modo, e perdona tutti i peccati.

### Guest stars
- Eugene - Earl Quewezance
- padre Kevin McKerry - Tom Mason
- Lester Haines - Apesanahkwat
- Myra Haines, moglie di Lester - Marianne Jones, mentre in 5.5 era Sue Morales
- Heather Haines, figlia di Lester - Chenoa Egawa
- Donnie Spelling, il ragazzo che Ed ha chiamato a sostituirlo - Daniel Collins
- Ragazzo che va a confessari da padre McKerry - Ryan O'Neill
- Guidatore del camion che porta i pezzi dell'ultraleggero - Gary Taylor
- Ingegnere esaminatore - Robert Wright

### Colonna sonora
- Hot House - Dizzy Gillespie
- Hip Hug Her - Booker T and the MGs
- Sarabande (Bach)
- Emotions - Brenda Lee
- Where the Blue of the Night Meets the Gold of the Day - Bing Crosby
- Coolin Medley - The Chieftans

### Citazioni
- Il padrino - Parte II
- Il Giustiziere Della Notte
- La rupe dove battezzano Miranda è il luogo dei suicidi di 5.3, e la stessa da dove Chris lancia la sua prima Harley (4.3), e dove Joel mangia la sua prima arancia dopo lo Yom Kippur (6.3).

## Turbolenze in arrivo
- Scritto da Jed Seidel
- Diretto da Michael Fresco

Erick Reese Hillman (Don McManus) e "Ron", Ronald Arthur Bantz (Doug Ballard), i gestori gay dell'unico B&B di Cicely, si sposano. Maurice inizialmente ne è schifato e, seppur invitato al matrimonio, non vi vuole partecipare. La madre di Erick, venuta per l'occasione a Cicely, confessa a Maurice di ricordarle suo marito, il padre di Erick, che, buon'anima, era un militare anch'egli.

La tensione tra i due futuri sposini è alle stelle, a causa della preparazione del matrimonio. Fino a che non vengono alle mani proprio la sera prima dell'evento. Erick allora corre da Maurice a chiedere 500$ per scappare a Seattle WA. Ma Maurice lo calma, facendogli cambiare idea. Sarà infine presente anche lui al matrimonio.
Holling propone a Ron ed Erick di gestire lui il catering della festa, ma si accorge di non esserne all'altezza. Compra prodotti succedanei e di seconda scelta, tenta delle ricette alternative. Eugene (Earl Quewezance), il cuoco, decide di abbandonare Holling nella sua biasimevole impresa. Si viene a sapere quindi, che Dave il cuoco, che non si vede da 5.16, è in vacanza, ed è sostituito appunto da Eugene.

All'ultimo Holling si accorge di star sbagliando tutto e ordina il menu da Cantwell.
Maggie ha una labirintite, e sente spesso girarle la testa, le viene la nausea, il vomito, e perde i sensi. Arriva a pensare che tutto sia dovuto al fatto che Joel le è ormai molto vicino, ma che vorrebbe tornare ai vecchi sani attriti. Joel le fa capire che è solo malata, e che può guarire.
Marilyn Whirlwind, tra i tanti hobby che persegue, in questa puntata tiene un diario in maniera molto assidua, da incuriosire irresistibilmente Joel.

### Guest stars
- Hayden Louis Keyes - James Louis Dunn
- Pat Hillman, la madre di Erick - Joyce Van Patten

### Colonna sonora
- Get Me to the Church on Time - Lawrence Welk
- Hawaiian Wedding Song - Andy Williams
- White Wedding - Billy Idol
- Endless Love - Diana Ross & Lionel Ritchie
- Water Musik numero 7 (Handel)
- Valet Will Ech Dir Geben (Bach)
- You Never Can Tell - Chuck Berry
- I Knew the Bride When She Used to Rock 'N Roll - Nick Lowe

## Grand Prix
(Francis Scott Fitzgerald)
(Ernest Hemingway)
- Scritto da Barbara Hall
- Diretto da Michael Lange

A causa dell'incidente che l'ha costretto in stampelle, Maurice si sente più sensibile verso la causa del diversamente abile. Organizza quindi a Cicely la First Cicely Sunrise Road Race, una competizione agonista di ciclismo su sedia a rotelle. Maurice, però, ci vede solo del business, cosa che infastidisce il ciclista che ha assoldato, il due volte campione del mondo Cliff Zweibel (David McSwain), tanto che questi se ne va ancor prima della gara.
Una partecipante, Kim Greer (Kristine Kirsten), ospite di Maggie, confida a Ed di aver il gomito del tennista e di volersi affidare a lui in quanto rappresentante di una medicina alternativa. E si vergogna, adduce falsi impedimenti, poi le prescrive un impacco di erbe, che le fa venire solo una dermatite. Il dott. Grant Saperstein (Markus Flanagan), che ha sostituito in questo periodo Joel che si trova "al di sopra del 60°" (parallelo), lo impaurisce con argomentazioni di assicurazione sanitaria e legale, avendo lui provocato un danno a una paziente senza essere neanche un medico. È a questo punto che ricompare in casa di Ed il Nano Verde (Phil Fondacaro conosciuto in 5.8), il Demone della Bassa Stima. Scopre così che ciò che causa il dolore al gomito di Kim, e che nessuna medicina può curare, è il Demone della Competizione. Ed allora, in qualità di sciamano, decide di combattere contro tale Demone (Ben Reed). Naturalmente lo trova nel villaggio itinerante dei demoni personali (Personal Demons - a mobile home community). La lotta dura tre giorni e tre notti, ma alla fine è Ed ad avere la meglio. Kim guarisce.
Lester Haines (Apesanahkwat) si sta costruendo una nuova casa. Come elettricista chiama Ted Banks (Tim Sampson), il fidanzato di Marilyn. Ted inizialmente è attirato dal senso di straripante ricchezza che trasudano l'abitazione e la persona di Lester, ma quando Lester chiede uno sconto a lui, povero lavoratore, ne rimane disgustato.

### Colonna sonora
- Stardust
- Leichte Kavallerie (Overture) - Franz Von Suppe
- Kid's All Right - Bettie Servert
- Preacher Man - Bananarama
- Sonate G-dur (Scarlatti)
- Build That House
- All Right Now - Free
- Blitzkreig Bop - Ramones

### Citazioni
- On Deadly Ground di Steven Seagal
- Cavalleria rusticana di Pietro Mascagni

## Buon sangue non mente
- Scritto da Mitchell Burgess e Robin Green
- Diretto da Tom Moore

Jed Fleming (David Morin), che in 4.14 si presenta come vecchia fiamma di Maggie, arriva "per caso" a Cicely e propone a Maggie di sposarlo. Maggie si accorge di volere Joel. E Joel, per un motivo apparentemente banale, fa a pugni con Jed, che scappa da Cicely la sera stessa.
È la settimana della donazione del sangue, e Maurice punta, quest'anno, a superare la città di Cantwell che detiene il record di donazioni. Con una popolazione di neanche mille persone vorrebbe raggiungere e superare le 500 sacche. Chiama anche persone da fuori, ma Joel a un certo punto è talmente saturo che non riesce più a infilare una vena, procurando anche degli ematomi al donatore di turno. Maurice tenta di cerca un rimpiazzo, ma Joel si ristabilisce dopo essersi azzuffato con Jed, e Cicely vince.
Ed scopre di avere un sangue abbastanza raro, AB-. Marilyn lo informa, in maniera errata, ma soprattutto non esaustiva, che tale gruppo raro si trasmette geneticamente. In Cicely solo un'altra persona, una donna quarant'enne, ha tale gruppo AB-, e il ragazzo pensa che sia sua madre. In realtà una persona può essere AB solo se ha un genitore A e uno B, poiché il carattere AB non si trasmette come tale. Ma Ed non parla di questo a Joel, ingaggia un investigatore privato, Reynaldo Pinetree (Ronald G. Joseph), e pedina la signora Jeannie Hansen (Barbara Dirickson). Questa se ne accorge e, minacciando di chiamare la polizia, induce Ed a parlarle liberamente e a chiarire la situazione.

Ed e Reynaldo ne escono comunque positivamente, poiché nel corso di questa storia hanno avuto il modo di stimarsi l'un l'altro, instaurano tra loro una nuova amicizia.

### Guest stars
- Eugene - Earl Quewezance
- Hayden Louis Keyes - James Louis Dunn
- Lloyd Hilligas, il responsabile delle donazioni di Cantwell - Don Davis
- Marsha Seepman, la proprietaria di ChiChi, il barboncino che viene ucciso dal falcone di Jed - Sharon Collar (apparsa anche in 2.3, 3.6, 3.23)
- Charlotte Eve London - Charlotte London

### Colonna musicale
- Lonely Road - Bobby Darin
- When the Boy in Your Arms - Connie Francis
- Wrap Your Troubles in Your Dreams - Les Paul and Mary Ford

### Citazioni
- Harper, conosciuto in Italia come Detective's Story, film del 1966
- Chinatown

## Amanti e matti
(Joel)
- Scritto da Jeff Melvoin
- Diretto da Jim Hayman

Joel scopre per caso un intero mammuth con tanto di carne e peli, liberato dai ghiacci dal disgelo. Si adopera subito per documentare la cosa e chiama la più vicina Università per avere un esperto che conduca le relative ricerche. Purtroppo non fa i conti con Walt (Moultrie Patten). Il trapper sapeva da anni dell'esistenza della bestia, ma non aspettava altro che il disgelo facesse la sua parte per macellare la carcassa e farci una bella scorta di bistecche per un anno! Joel è sconvolto: l'evento forse più importante della sua vita, una pedina importante nella storia della ricerca scientifica, si dissolve a causa di un Dio burlone.
Maurice convince il dottor Carver (Bob Morrisey), del centro psichiatrico, a lasciargli per un giorno e una notte il violinista Cal Ingraham (Simon Templeman), perché vuole che suoni a casa sua a cena, durante la festa a due del compleanno di Barbara Semanski (Diane Delano). La cena passa meravigliosamente e la notte anche, ma al mattino si scopre che Cal è scappato. L'intransigenza del sergente Semanski verso anche le più piccole devianze dalla legge, anche se fatte a scopi buoni, non le permette di scusare Maurice. Ma vuole dargli un ultimatum: se entro le 18:00 ritrova Cal e lo consegna alla legge, la loro storia potrà continuare. Maurice si dà subito da fare. Si fa aiutare da Holling, che ha avuto passato da trapper e infatti in pochissimo tempo lo trova. Mentre Holling va a chiamare Barbara, Maurice si mette a dialogare tranquillamente con Cal, sentendosi in salvo. Ma capisce che Cal non è uno psicopatico che debba essere rinchiuso in un ospedale, e non è neanche solo un musicista, ma un uomo innamorato. Il non poter suonare ogni volta che vuole lo spoglia di ogni dignità. Maurice è sensibile a queste parole e, quando Barbara arriva, nega di aver trovato il fuggiasco. Barbara è sconvolta perché ora non è più solo una questione legale, ma un fatto fondamentale nella relazione amorosa tra lei e Maurice. Holling, che si sente inizialmente colpito nell'orgoglio di trapper, capisce al volo l'amico e conferma che forse può essersi sbagliato. Per la prima volta si sente la voce dell'ufficiale Barbara Semanski rotta da un inizio di pianto, mentre chiede più volte a Maurice conferma del fatto.
Chris è eccitato dal fatto che lo stia raggiungendo a Cicely Meredith, una sua compagna di scuola che si ricorda bellissima e irraggiungibile, e che ora sta proprio venendo da lui a farli visita. Ma Meredith non è più così bella come se la ricordava. Anzi, il giorno dopo, risulta ancora più brutta, "una strega" dice Chris, e pensa a uno scherzo. Meredith decise di andarsene, delusa. Quando Chris, quindi, va a salutarla prima della partenza, vede la vera Meredith, in effetti una ragazza bellissima. Ma ormai ha perso l'occasione.

### Guest stars
- Meredith 1 - Carol Barbee
- Meredith 2 - Mary Sabetto
- Meredith 3 - Darlene Vogel
- Professor Bob Peckering - Wayne Pere

### Colonna sonora
- A Sally Van Meter tune
- Someone Loves You - Simon Bonney
- An island-sounding song

### Citazioni
- Hazzard
- Insonnia d'amore